# Magdalena Malejczyk

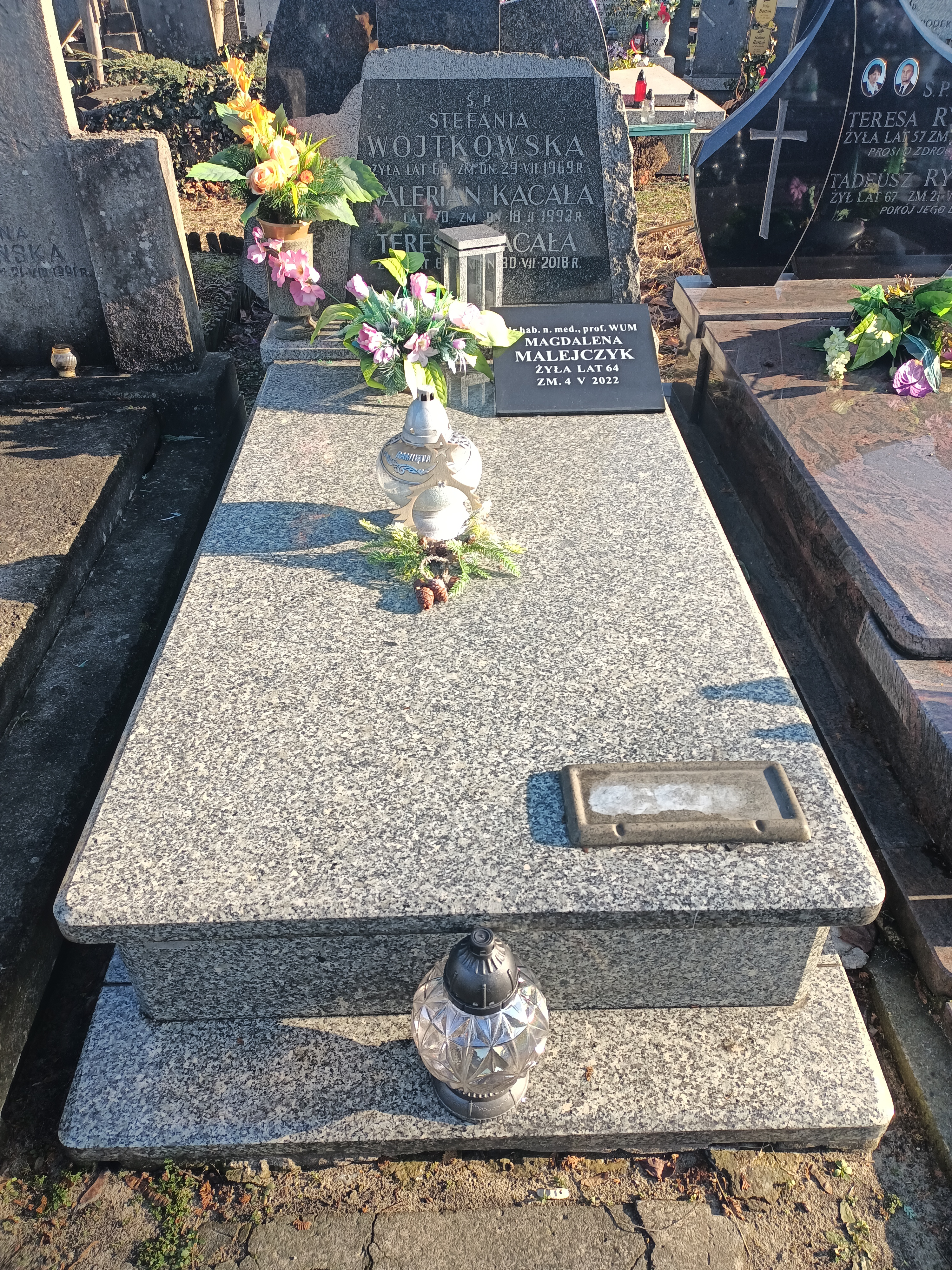
Grób Magdaleny Malejczyk na Cmentarzu Bródnowskim w Warszawie

Magdalena Malejczyk (ur. 17 września 1957, zm. 4 maja 2022) –  dr hab. n. med w zakresie biologii medycznej.

## Życiorys
25 maja 1994 obroniła pracę doktorską Rola czynnika martwicy nowotworu w regulacji wzrostu nowotworów związanych z wirusami brodawczaka ludzkiego, 14 maja 2008 habilitowała się na podstawie pracy zatytułowanej Mechanizmy związane z immunologiczną kontrolą zakażeń wirusem brodawczaka ludzkiego. Została zatrudniona na stanowisku adiunkta w Katedrze Dermatologii i Wenerologii na Wydziale Medycznym Warszawskiego Uniwersytetu Medycznego.
Była prodziekanem Wydziału Medycznego Warszawskiego Uniwersytetu Medycznego. Pochowana na cmentarzu Bródnowskim w Warszawie (kwatera 76C-4-20).

## Odznaczenia
- Srebrny Krzyż Zasługi (2010)[5]
- Złoty Krzyż Zasługi (2015)[6]